# Domenico Alaleona
Domenico Alaleona, född 16 november 1881 och död 28 december 1928, var en italiensk tonsättare, musikhistoriker och musikteoretiker.
Alaleona var en av ledarna för den musikaliska modernismen i sitt hemland. Efter studier vid Ceciliaakademins lyceum i Rom har Alaleona verkat som dirigent i Livorno och Rom, i vilken senare stad han även arbetat som konservatorielärare. Bland kompositioner märks körverket Attolite protas, sånger, orkesterverk Sinfonia italica, en tvåaktsopera Mirra, med flera arbeten. Som musikforskare intresserade sig Alaleona främst för oratoriets upprinnelse Studii Sulla storia dell'oratorio (1908), men har även framträtt med studier och uppsatser av kritiskt och allmänt musikestetiskt innehåll.